# 교배 기간
교배 기간(The Mating Season)은 미국에서 제작된 밋첼 레이슨 감독의 1951년 영화이다. 진 티어니 등이 주연으로 출연하였고 찰스 브래킷 등이 제작에 참여하였다.

## 출연

### 주연
- 진 티어니
- 존 런드

### 조연
- 미리암 홉킨스
- 델마 리터
- 잔 스터링
- 래리 키팅

## 제작진
- 미술: 롤랜드 앤더슨
- 미술: 헐 페레이라